# Światłocienie (album)
Ten artykuł dotyczy przyszłego wydarzenia. Informacje w nim zawarte mogą się zmienić wraz z pojawieniem się nowych faktów, a początkowe doniesienia mogą być niepewne. Ostatnie aktualizacje tego artykułu mogą nie odzwierciedlać najbardziej aktualnych informacji.
Światłocienie – drugi album studyjny polskiej piosenkarki Julii Wieniawy. Wydawnictwo ukaże się 26 września 2025 nakładem wytwórni muzycznej Wieniawa Records w dystrybucji e-Muzyka.
Album jest utrzymany w stylu muzyki pop i elektronicznej. Składa się z wersji standardowej (1 CD).
Nagrania były promowane singlami: „Sobą tak”, „Kocham”, „Od nowa”, „U mnie” i „Nie będziemy tęsknić”.

## Lista utworów
Opracowano na podstawie materiału źródłowego.
| Światłocienie – Wersja standardowa | Światłocienie – Wersja standardowa    | Światłocienie – Wersja standardowa                 | Światłocienie – Wersja standardowa                                                   | Światłocienie – Wersja standardowa |
| Nr                                 | Tytuł utworu                          | Słowa                                              | Muzyka                                                                               | Długość                            |
| ---------------------------------- | ------------------------------------- | -------------------------------------------------- | ------------------------------------------------------------------------------------ | ---------------------------------- |
| 1.                                 | „Sobą tak”                            | Julia Wieniawa, Jeremi Sikorski, Monika Wydrzyńska | Julia Wieniawa, Jeremi Sikorski, Monika Wydrzyńska, Jeremi Siejka, Maurycy Żółtański | 2:40                               |
| 2.                                 | „Kocham”                              | Julia Wieniawa, Monika Wydrzyńska                  | Julia Wieniawa, Maurycy Żółtański                                                    | 3:48                               |
| 3.                                 | „Na ustach”                           |                                                    |                                                                                      | 3:14                               |
| 4.                                 | „Będę tam”                            |                                                    |                                                                                      | 3:34                               |
| 5.                                 | „Wybaczam” (oraz Pezet)               |                                                    |                                                                                      | 2:58                               |
| 6.                                 | „Kolor”                               |                                                    |                                                                                      | 4:05                               |
| 7.                                 | „Światłocienie”                       |                                                    |                                                                                      | 0:50                               |
| 8.                                 | „Skoki w bok”                         |                                                    |                                                                                      | 4:10                               |
| 9.                                 | „Tanie komplementy”                   |                                                    |                                                                                      | 2:57                               |
| 10.                                | „Tańcz jak Ci zagram” (oraz Dziarma)  |                                                    |                                                                                      | 2:54                               |
| 11.                                | „U mnie”                              | Julia Wieniawa, Jeremi Sikorski, Monika Wydrzyńska | Julia Wieniawa, Jeremi Sikorski, Adrian Woronowicz                                   | 2:25                               |
| 12.                                | „Lubię”                               |                                                    |                                                                                      | 2:22                               |
| 13.                                | „Nie będziemy tęsknić”                | Julia Wieniawa, Monika Wydrzyńska                  | Julia Wieniawa, Jeremi Sikorski, Albert Markiewicz, Maurycy Żółtański                | 2:26                               |
| 14.                                | „Szpilki” (oraz Zalia i Julia Pośnik) |                                                    |                                                                                      | 2:35                               |
| 15.                                | „Od nowa”                             | Julia Wieniawa, Jeremi Sikorski, Monika Wydrzyńska | Julia Wieniawa, Jeremi Sikorski, Adrian Woronowicz                                   | 2:43                               |
|                                    |                                       |                                                    |                                                                                      | 43:41                              |

## Promocja

### Światłocienie Tour
Opracowano na podstawie materiału źródłowego.
| Data                 | Miejscowość | Obiekt                |
| -------------------- | ----------- | --------------------- |
| 2 października 2025  | Kraków      | Studio                |
| 3 października 2025  | Łódź        | Wytwórnia             |
| 4 października 2025  | Gdańsk      | Stary Maneż           |
| 11 października 2025 | Warszawa    | Stodoła               |
| 16 października 2025 | Wrocław     | Centrum Koncertowe A2 |
| 19 października 2025 | Poznań      | B17                   |
| 23 października 2025 | Katowice    | P23                   |